# National Rifle Association of America

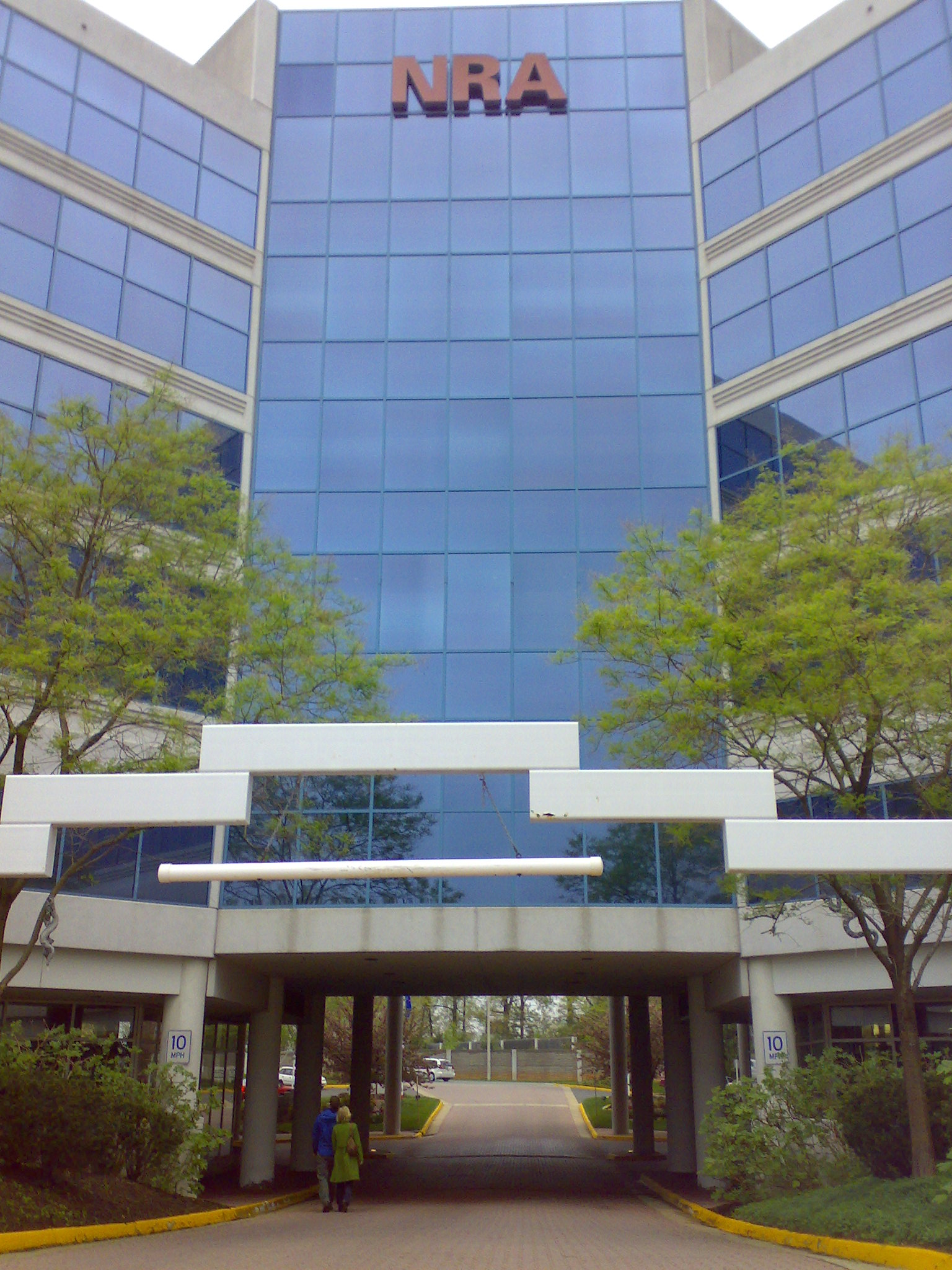
NRA:s huvudkontor i Fairfax, Virginia.

National Rifle Association of America, eller NRA, är en lobbygrupp som arbetar för rätten att bära vapen i USA. Organisationen grundades i New York den 17 november 1871 men då under namnet "American Rifle Association". Den sponsrar såväl säkerhetsträningar med vapen som skjutskicklighet. Ibland sägs det att NRA är den mäktigaste icke vinstinriktade organisationen i USA. Den beskriver sig själv som den äldsta och största organisationen för medborgarrätt i USA och anser att rätten att bära vapen skyddas av andra tillägget i USA:s Bill of Rights.

## Idéer
NRA motsätter sig ytterligare lagar om vapenkontroll. Istället förespråkar de en skärpning av de lagar som redan finns, såsom att dömda och våldsamma kriminella förbjuds att inneha skjutvapen och ökade straff för skjutvapenrelaterade brott. NRA jobbar också för rätt-att-bära-lagar. De tar även ställning för jägarfrågor utan anknytning till skjutvapen, såsom att stödja program för viltlivhantering och motsätter sig restriktioner för anordningar med pilbågar och fällor.
Ett exempel på en fråga som står högt på NRA:s agenda är frågan om rätten att bära dolda vapen (Concealed carry or carrying a concealed weapon (CCW)), där det finns stora variationer i restriktioner mellan olika delstater. NRA arbetar för att ta bort alla sådana restriktioner.
NRA är på pappret inte partipolitiska och det finns både demokrater och republikaner i organisationen. Republikaner tenderar dock att oftare än demokrater dela organisationens ståndpunkter. NRA:s policy är att godkänna alla medlemsansökningar vare sig de kommer från republikaner eller demokrater, även om de förra är fler i organisationen.

## Lobbygrupp
Många anser att NRA är en av de mest betydande, och ibland mest omstridda, politiska lobbygrupperna i USA på grund av dess förmåga att mobilisera röster i val, ge ekonomiska bidrag och genomföra olika aktiviteter för lobbying för vapen och jägarrätt.
Många anser att det var NRA:s förtjänst att kongressmännen Jack Brooks och Tom Foley förlorade återvalet till kongressen 1994. Bill Clinton skrev i sin biografi, Mitt liv:
| ”                                     | The NRA had a great night. They beat both Speaker Tom Foley and Jack Brooks, two of the ablest members of Congress, who had warned me this would happen. Foley was the first Speaker to be defeated in more than a century. Jack Brooks had supported the NRA for years and had led the fight against the assault weapons ban in the House, but as chairman of the Judiciary Committee he had voted for the overall crime bill even after the ban was put into it. The NRA was an unforgiving master: one strike and you're out. The gun lobby claimed to have defeated nineteen of the twenty-four members on its hit list. They did at least that much damage and could rightly claim to have made Gingrich the House Speaker. | „ |
| – Bill Clinton, Mitt liv, sid. 629–30 | |   |

| ” | NRA hade en framgångsrik natt. De besegrade både talman Ton Foley och Jack Brooks, två av de mest kompententa medlemmarna i kongressen, som hade varnat mig att detta skulle ske. Foley blev den förste talmannen som besegrats på över hundra år. Jack Brooks hade stött NRA i åratal och hade lett kampen mot 'assault weapons'-förbudet i representanthuset, men som ordförande i 'the Judiciary Committee' hade han röstat för det heltäckande kriminaliseringsförslaget t.o.m. efter att förbudet hade lagts till i det. NRA var en oförsonlig mästare: En miss och man är ute. Vapenlobbyn hävdar att den har besegrat nitton av de tjugofyra medlemmarna på dess svarta lista. De ställde åtminstone till med stor skada och kunde med rätta anse sig ha gjort Gingrich till representanthusets talman. | „ |

Många vapenlagar som NRA och dessa anhängare bekämpade har gått igenom över många delar av landet. Lagarna är allt från att ha totalförbjudit vapen i Washington D.C. och förbjudit hela grupper av vapen i många delstater såväl som på den federala nivån, till att man i vissa delar av USA måste ha licens för innehav.

## Skolskjutning i Florida
I februari 2018 skedde en skolskjutning på ett gymnasium i Florida som lämnade 17 döda. Många av eleverna skyllde på NRA och politikerna som tar emot pengar från organisationen, för att förhindra antagandet av eventuella vapenkontroll förslag efter tidigare skjutningar. NRA utfärdade ett uttalande att händelsen var ett bevis på att fler vapen krävdes omedelbart i skolorna i händerna på en förstärkt styrka av beväpnad säkerhetspersonal för att "härda" dem mot ytterligare liknande övergrepp.

## Ordförande
- 1871–1872: Ambrose Burnside
- 1872–18??: William Conant Church

- 18??–18??: Ulysses S. Grant
- 18??–18??: Philip H. Sheridan

- 1930-talet: Karl T. Frederick

- 1959–1961: James Porter

- 1988–1990: Joe Foss

- 1995–1998: Marion P. Hammer
- 1998–2003: Charlton Heston
- 2003–2005: Kayne Robinson
- 2005–2007: Sandra Froman
- 2007–2009: John C. Sigler
- 2009–2011: Ron Schmeits
- 2011–2013: David A. Keene
- 2013–2015: James W. Porter II
- 2015–2017: Allan D. Cors
- 2017–2018: Pete Brownell
- 2018–2019: Oliver North
- 2019– : Carolyn D. Meadows